# پائول نری
پائول نری (فرانسوی: Paul Néri‎; ۲۶ فوریهٔ ۱۹۱۷ – ۲۸ ژانویهٔ ۱۹۷۹) دوچرخه‌سوار اهل فرانسه بود.